# جنتلمن راهزن
جنتلمن راهزن (به انگلیسی: The Gentleman Bandit) فیلمی محصول سال ۲۰۰۲ و به کارگردانی جردن اونیل است. در این فیلم بازیگرانی همچون پیتر گرین، اد لاتر و رایان اونیل ایفای نقش کرده‌اند.